# János Szilássy

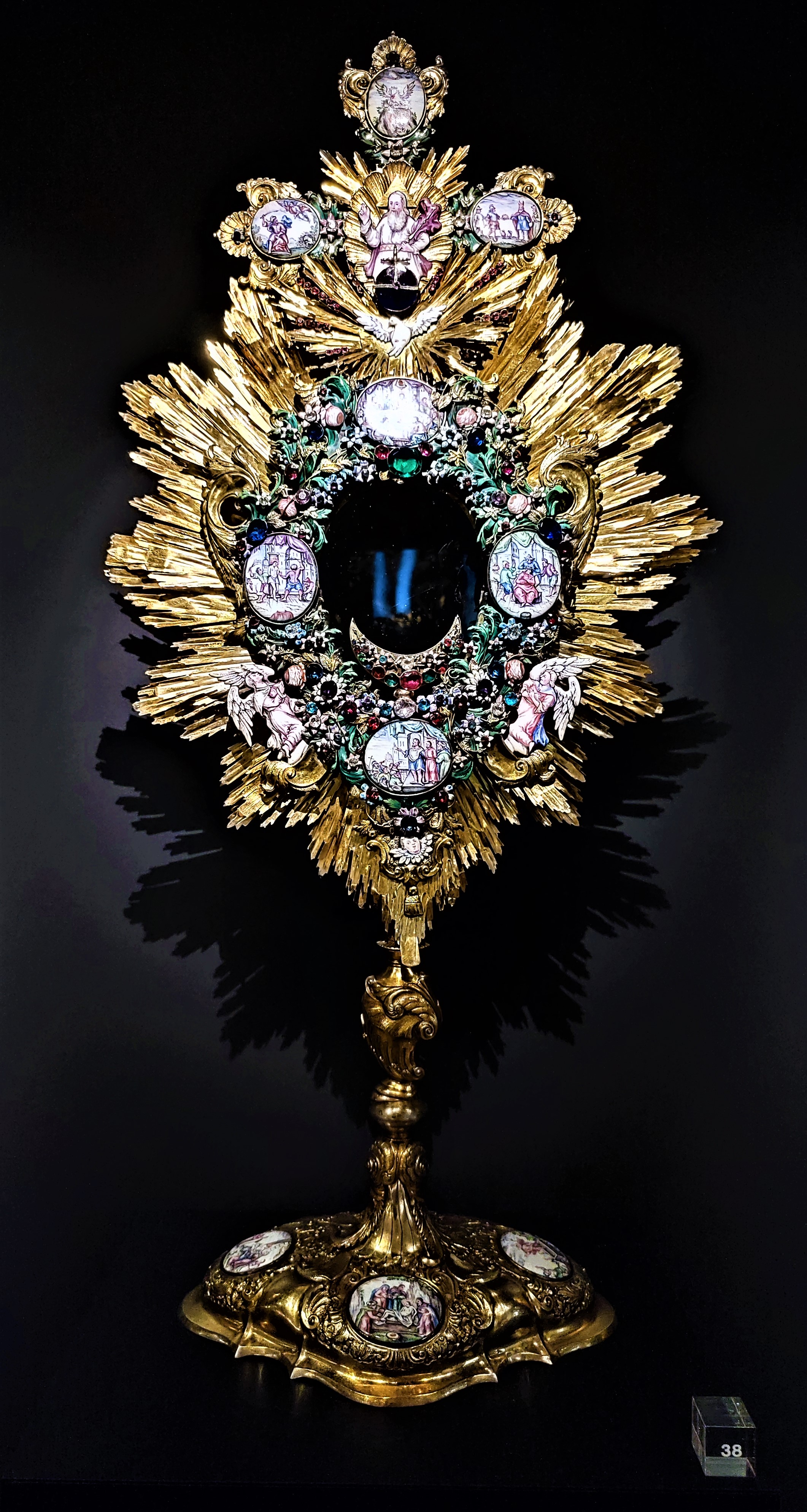
János Szilássy:_Monstrance; Uměleckoprůmyslové museum v Praze

János Szilássy, slovensky také Ján Sliáši nebo Jánoš Siláši, (1707 Rožňava (?)- 6. května 1782 Levoča) byl významný slovenský zlatník a emailér pozdního baroka a rokoka, činný v Levoči. Jeho chrámové stříbro se rozšířilo do různých koutů Rakouské monarchie.

## Život
Jeho původ a rodiště nejsou jisté, pravděpodobně byl synem rožňavského truhláře Jána Silášiho a Rosálie Peschovich, oddaných roku 1699. /Podle jednoho pramene se jeho starší bratr Juraj stal zlatníkem v Košicích, a Ján k němu nastoupil jako učeň. Podle druhé verze to byl otec, u kterého se vyučil. Po vandrovních letech se Jánoš roku 1727 usadil v Levoči, kde ho přijala za tovaryše vdova po zlatníku Andrejovi Reuterovi. 27.3. 1729 se stal zlatnickým mistrem a členem cechu zlatníků v Levoči. Ještě před tím se roku 1728 oženil s dcerou Andreje Reutera. V letech 1747-1776 se u něj vystřídalo sedm učňů. Posledním datovaným dílem je chrámová souprava kalicha, monstrance, pacifikálu a cibória s erbem rodiny Vecsey z roku 1781.
Celý život pracoval jako zlatník a emailér na rozmanitých církevních zakázkách. K téměř dvěma desítkám dochovaných prací patří zejména monstrance, ciboria, pacifikály a kalichy. Kromě podobizen světců či nástrojů Kristova utrpení maloval někdy na emailové medailonky veduty měst. Zachytil například panorama Žiliny nebo Požár Levoče z roku 1747.

## Značky
Na svá díla připojoval ryté nebo ražené nápisy v latině či v maďarštině, někdy latinskou signaturu a raženou mistrovskou značku IS ve štítku tvaru barokní kartuše s rohy. Dále tam bývá cechovní značka, kterou tvoří ražený znak města Levoče (dvojramenný kříž v oválném štítku), a jakostní značka 13 pro 13 lotové stříbro.

## Dílo (výběr)
Proslulé jsou jeho sluncové monstrance s bohatou paprsčitou svatozáří, posázenou pestrobarevně smaltovanými medailonky a broušenými barevnými skly - imitacemi drahokamů. Ve veřejně přístupných sbírkách se jich dochovalo nejméně dvanáct:
- Uměleckoprůmyslové muzeum v Praze
- Farní úřad Banská Bystrica (1763), též kalich
- Farní úřad Gelnice (1764)
- Farní úřad Levoča - mistrovský kus z roku 1729
- Farní úřad Motešice - (1755)
- pro Pezinok - (1754)
- Farní úřad Rožňava
- Farní úřad Spišská Kapitula (1730)
- Farní úřad Spišská Teplica
- Farní úřad Spišské Vlachy
- Farní úřad Spišský Štvrtok (1769)
- Farní úřad Vrbov

další práce:
- Kalich se smaltovanými medailony ze Žiliny
- Pacifikál z Levoče , farní úřad Levoča - 1758